# Denise Despeyroux
Denise Despeyroux (Montevideo, 1974) es una directora de escena, dramaturga, actriz y docente hispanouruguaya. 

## Biografía
Hija de exiliados uruguayos y hermana del guitarrista y compositor Pablo Despeyroux, llegó a Barcelona en 1977. Fue una de los 154 niños que regresaron a Montevideo en diciembre de 1982 en el llamado "Viaje de los niños". Incorporó la temática del exilio y de ese viaje en su obra Misericordia (2024). Licenciada en Filosofía y diplomada en Educación Social por la Universidad de Barcelona, ha estrenado más de veinte obras en ciudades como Madrid, Barcelona, Bilbao, Montevideo, México D.F., Buenos Aires y Londres, muchas de producción privada y otras producidas y exhibidas por teatros públicos como el Centro Dramático Nacional, el Teatro Español,el Teatro Fernán Gómez o el Teatro Arriaga.Vive en Madrid desde 2010.

## Obras estrenadas
- Misericordia (autoría, dirección, actriz). Producción del Centro Dramático Nacional. Programada del 19 de enero al 25 de febrero de 2024 en la sala Francisco Nieva.
- Canción para volver a casa (autoría y dirección). Producción compañía T de Teatre. Reestreno en castellano en el Centro Dramático nacional del 4 al 29 de mayo de 2022 y bolos en otros teatros españoles como el Palacio Valdés de Avilés y el Teatro Arriaga de Bilbao.
- La omisión del si bemol tres (autoría, dirección, producción). Del 11 de diciembre de 2021 al 9 de enero de 2022 en el Teatro Quique San Francisco. Teatro Infanta Isabel octubre de 2022. Corral de Comedias de Alcalá (14 y 15 de octubre de 2022).
- Ternura negra (autoría, dirección, actriz). Nuevo montaje estrenado en el Teatro Fernán Gómez de Madrid del 8 al 18 de octubre de 2020.
- Cervantes de boca en boca (autoría). Versión, junto a Eva Redondo, de las doce novelas ejemplares de Cervantes. Dirección de Raquel Alarcón en el Corral de Comedias de Alcalá. Julio 2020.
- Cançó per tornar a casa (autoría y dirección). Producción compañía T de Teatre. Se estrena en el Grec Festival de Barcelona de 2019 y programada en la sala Beckett del 2 al 28 de julio de 2019 con posterior gira por Cataluña.
- Tiempos mezquinos / Garai zekenak (autoría). Versión libre de Hedda Gabler, de Ibsen. Producida por el Teatro Arriaga de Bilbao y dirigida por el director vasco Raúl Cancelo en 2018. Repite temporada en 2019.
- Un tercer lugar (autoría y dirección). Teatro Español, Madrid, 16 de noviembre-18 de diciembre de 2017. Gira por España en 2018.
- Historias de Usera (autoría, junto a Alfredo Sanzol, Miguel del Arco, José Padilla, Alberto Olmos y Alberto Sánchez-Cabezudo). Dirección de Fernando Sanchez-Cabezudo. Matadero de Madrid del 4 de octubre al 6 de noviembre de 2016.
- Los dramáticos orígenes de las galaxias espirales (autoría y dirección). Teatro María Guerrero, Madrid, 9 de marzo-10 de abril de 2016.
- Iliria (autoría). Versión libre a partir de Noche de Reyes, de Shakespeare. Dirección: Juan Ceacero. La Zona Kubik, Usera, Madrid, 25 de febrero-4 de marzo de 2016. Festival Off de ALMAGRO de 2016
- Ternura negra (autoría, dirección, producción). Sala Mirador, Madrid, 14 de enero-7 de febrero de 2016. Kubik Fabrik, Usera, Madrid, 24-26 de abril de 2015.
- El más querido (autoría, dirección, producción). Teatros Luchana, diciembre de 2015-marzo de 2016.
- La tentación de vivir (autoría). Dirección: Agustín Bellusci. Teatros Luchana, diciembre de 2015-mayo de 2016.
- Carne viva (autoría y dirección). La Pensión de las Pulgas, Madrid, abril de 2014-junio de 2016.
- Por un infierno con fronteras (autoría y dirección). La Casa de la Portera, Madrid, mayo de 2013. Teatro Lara, Madrid, enero-julio de 2015.
- Reality (autoría, estreno en inglés en 2019). Cervantes Theatre de Londres. Dirección de Raymi Ortuse Quiroga.
- La Realidad (autoría y dirección). Festival Fringe, Madrid, agosto de 2012. Teatro Fernán Gómez, Madrid, enero-febrero de 2013. Sala Triángulo (actual Teatro del Barrio) septiembre de 2013. Sala Umbral de primavera, abril de 2014. Gira por España e internacional (Instituto Cervantes de Bremen, Teatro Solís de Montevideo y Teatro San Martín de Buenos Aires).
- El corazón es extraño (autoría, dirección, producción). Teatro Pradillo, Madrid, 8-25 de septiembre de 2011
- El más querido (autoría, dirección, producción). Teatro Lagrada, Madrid, 2010; El Extranjero, Buenos Aires, 2011.
- La muerte es lo de menos (autoría, dirección, producción). Cuarta Pared, Madrid, 2010; Sala Beckett, Barcelona, 2010. Premio al Mejor Espectáculo en la 15ª Mostra de Teatre de Barcelona.
- La vida no lo es todo (autoría, dirección, producción). Teatreneu, Barcelona, 2008; Montacargas, Madrid, 2008.
- Alicia y el virus de la felicidad (autoría, dirección, producción) 2007. Convocatoria Madrid a Escena
- Bienvenido a Girasol (autoría, dirección, producción). Teatreneu, Barcelona, 2008.
- Amateurs (autoría, dirección, producción, actriz). Teatro Lagrada, Madrid, 2006.
- Terapia (autoría, dirección, producción, actriz). 2005. Premio de Teatro Federico Gracia Lorca, Granada.

## Obras teatrales publicadas
- Misericordia. Madrid: Centro Dramático Nacional, 2024.
- Del amor y otras catástrofes. Madrid: Punto de Vista Editores, 2022.
- Canción para volver a Casa/Cançó per tornar a casa. Edición bilingüe catalán castellano, traducción al catalán de Sergi Belbel. Madrid: Punto de Vista Editores, 2019.
- Tiempos mezquinos. Prólogo de Eduardo Perez-Resilla. Madrid: Artezblai, 2019.
- La Realidad/Reality. Edición bilingüe en español y en inglés. Traducción de Sarah Maitland. Madrid: Antígona, 2019.
- Un tercer lugar. Prólogo de Eduardo Perez-Resilla. Madrid: Fundación SGAE, 2019.
- Un tercer lugar. Prólogo de José Sanchis Sinisterra. Madrid: Artezblai, 2017.
- Los dramáticos orígenes de las galaxias espirales. Madrid: Centro Dramático Nacional, 2016.
- Ternura negra: la pasión de María Estuardo. Prólogo de Paco Zarzoso. Madrid: Antígona, 2016.
- Carne viva. Madrid: Fundación SGAE, 2014.
- “Los dramáticos orígenes de las galaxias espirales”. En VV.AA., II Laboratorio de Escritura Teatral, Madrid: Fundación SGAE, 2014, págs. 335-429.
- La Realidad. Madrid: autoedición, 2013.
- El corazón es extraño. Prólogo de Rafael Spregelburd. Mataró: Ediciones de Intervención Cultural, 2011.
- Díptico del más allá (La vida no lo es todo; La muerte es lo de menos). Mataró: Ediciones de Intervención Cultural, 2010.
- Bienvenido a Girasol. Buenos Aires: Teatro a la Intemperie, 2008.
- Terapia. Granada: Universidad de Granada, Fundación García Lorca, 2006.